# Cazedarnes
Cazedarnes [ka.zə.daʁ.nə], en occitan Casa d'Arnas ['ka.zɔ 'd‿ar.nɔs], est une commune française située dans le sud-ouest du département de l'Hérault, en région Occitanie. On y pratiqua longtemps jadis la sériciculture.
Exposée à un climat méditerranéen, elle est drainée par le ruisseau de Ronnel, le ruisseau du Daro, le ruisseau Rhonel et par divers autres petits cours d'eau. La commune possède un patrimoine naturel remarquable : un site Natura 2000 (le « Minervois ») et deux zones naturelles d'intérêt écologique, faunistique et floristique.
Cazedarnes est une commune rurale qui compte 640 habitants en 2022, après avoir connu une forte hausse de la population depuis 1975.  Elle fait partie de l'aire d'attraction de Béziers. Ses habitants sont appelés les Cazedarnais ou  Cazedarnaises.

## Géographie

### Communes limitrophes

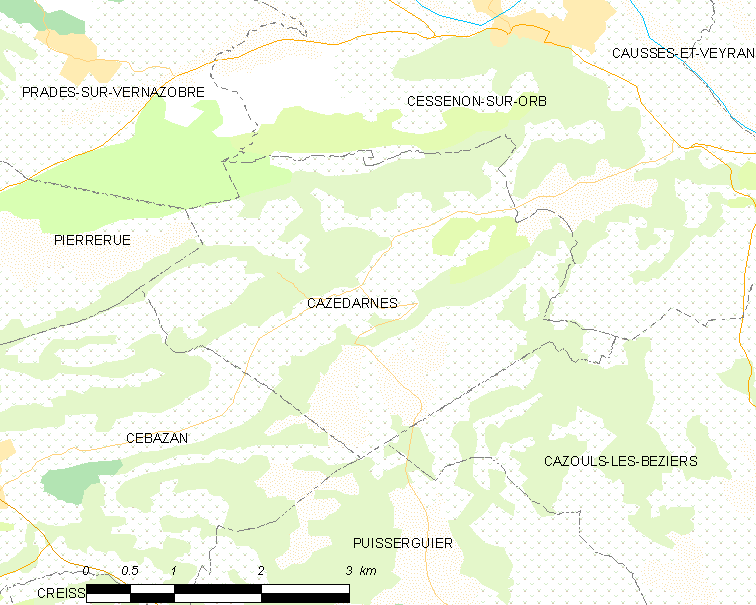
Carte de situation.

| Prades-sur-Vernazobre | Cessenon-sur-Orb |                     |
| Pierrerue             | Cazedarnes       | Cessenon-sur-Orb    |
| Cébazan               | Puisserguier     | Cazouls-lès-Béziers |

### Climat
Pour des articles plus généraux, voir Climat de l'Occitanie et Climat de l'Hérault.
En 2010, le climat de la commune est de type climat méditerranéen franc, selon une étude s'appuyant sur une série de données couvrant la période 1971-2000. En 2020, Météo-France publie une typologie des climats de la France métropolitaine dans laquelle la commune est exposée à un climat méditerranéen et est dans la région climatique  Provence, Languedoc-Roussillon, caractérisée par une pluviométrie faible en été, un très bon ensoleillement (2 600 h/an), un été chaud (21,5 °C), un air très sec en été, sec en toutes saisons, des vents forts (fréquence de 40 à 50 % de vents > 5 m/s) et peu de brouillards.
Pour la période 1971-2000, la température annuelle moyenne est de 14,2 °C, avec une amplitude thermique annuelle de 15,9 °C. Le cumul annuel moyen de précipitations est de 760 mm, avec 6,7 jours de précipitations en janvier et 2,7 jours en juillet. Pour la période 1991-2020, la température moyenne annuelle observée sur la station météorologique la plus proche, située sur la commune de Berlou à 9 km à vol d'oiseau, est de 15,4 °C et le cumul annuel moyen de précipitations est de 892,1 mm,. Pour l'avenir, les paramètres climatiques de la commune estimés pour 2050 selon différents scénarios d’émission de gaz à effet de serre sont consultables sur un site dédié publié par Météo-France en novembre 2022.

### Paysages

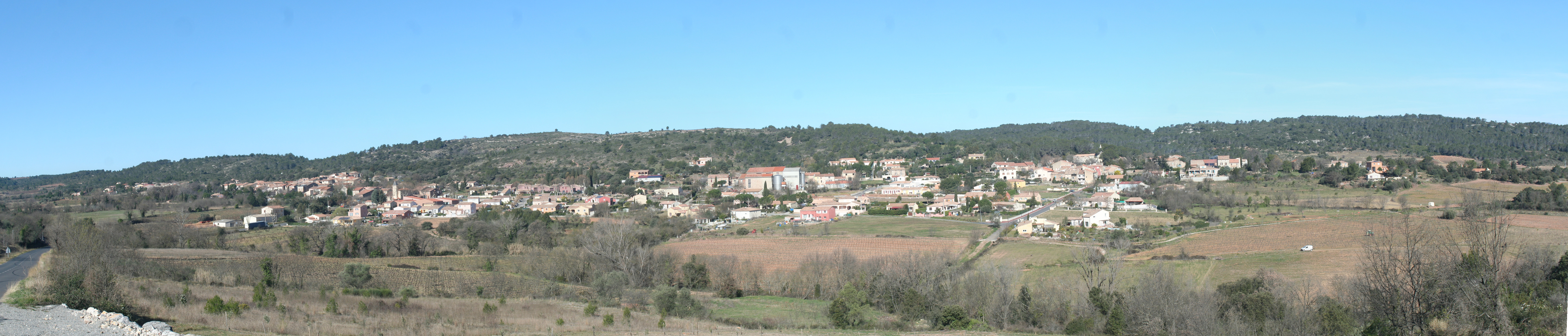
Panorama.

### Milieux naturels et biodiversité

#### Réseau Natura 2000

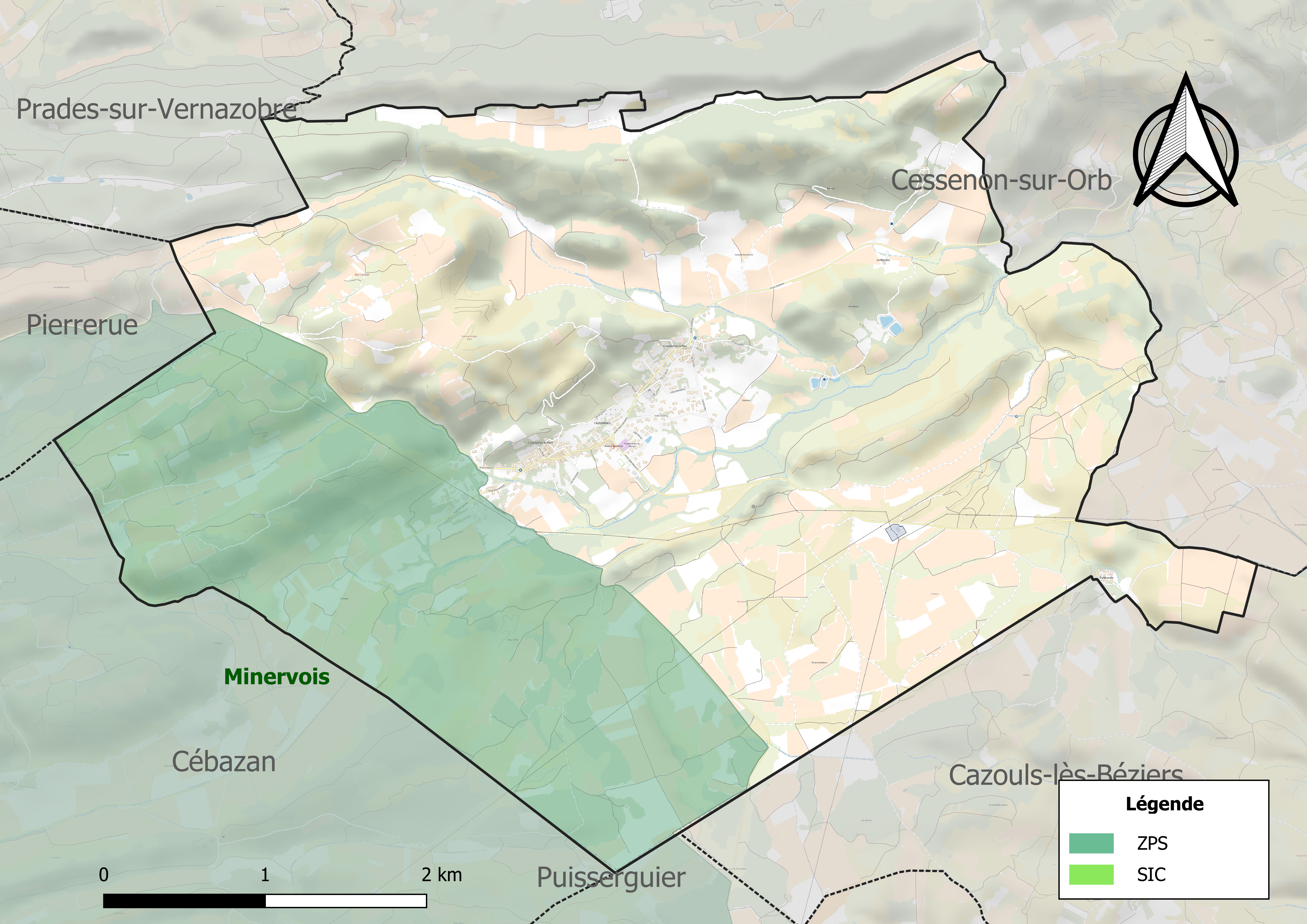
Sites Natura 2000 sur le territoire communal.

Le réseau Natura 2000 est un réseau écologique européen de sites naturels d'intérêt écologique élaboré à partir des directives habitats et oiseaux, constitué de zones spéciales de conservation (ZSC) et de zones de protection spéciale (ZPS).
Un site Natura 2000 a été défini sur la commune au titre  de la directive oiseaux :, retenu pour la conservation de rapaces de l'annexe I de la directive oiseaux, en particulier l'Aigle de Bonelli et l'Aigle royal. Mais le Busard cendré, le Circaète Jean-le-Blanc et le Grand-Duc sont également des espèces à enjeu pour ce territoire, d'une superficie de 24 820 ha, retenu pour la conservation de rapaces de l'annexe I de la directive oiseaux, en particulier l'Aigle de Bonelli et l'Aigle royal. Mais le Busard cendré, le Circaète Jean-le-Blanc et le Grand-Duc sont également des espèces à enjeu pour ce territoire.

#### Zones naturelles d'intérêt écologique, faunistique et floristique
L’inventaire des zones naturelles d'intérêt écologique, faunistique et floristique (ZNIEFF) a pour objectif de réaliser une couverture des zones les plus intéressantes sur le plan écologique, essentiellement dans la perspective d’améliorer la connaissance du patrimoine naturel national et de fournir aux différents décideurs un outil d’aide à la prise en compte de l’environnement dans l’aménagement du territoire.
Une ZNIEFF de type 1 est recensée sur la commune :
la « plaine de Cazedarnes » (1 340 ha), couvrant 4 communes du département et une ZNIEFF de type 2, : 
les « Vignes du Minervois » (9 972 ha), couvrant 13 communes du département.

Carte des ZNIEFF de type 1 et 2 à Cazedarnes.
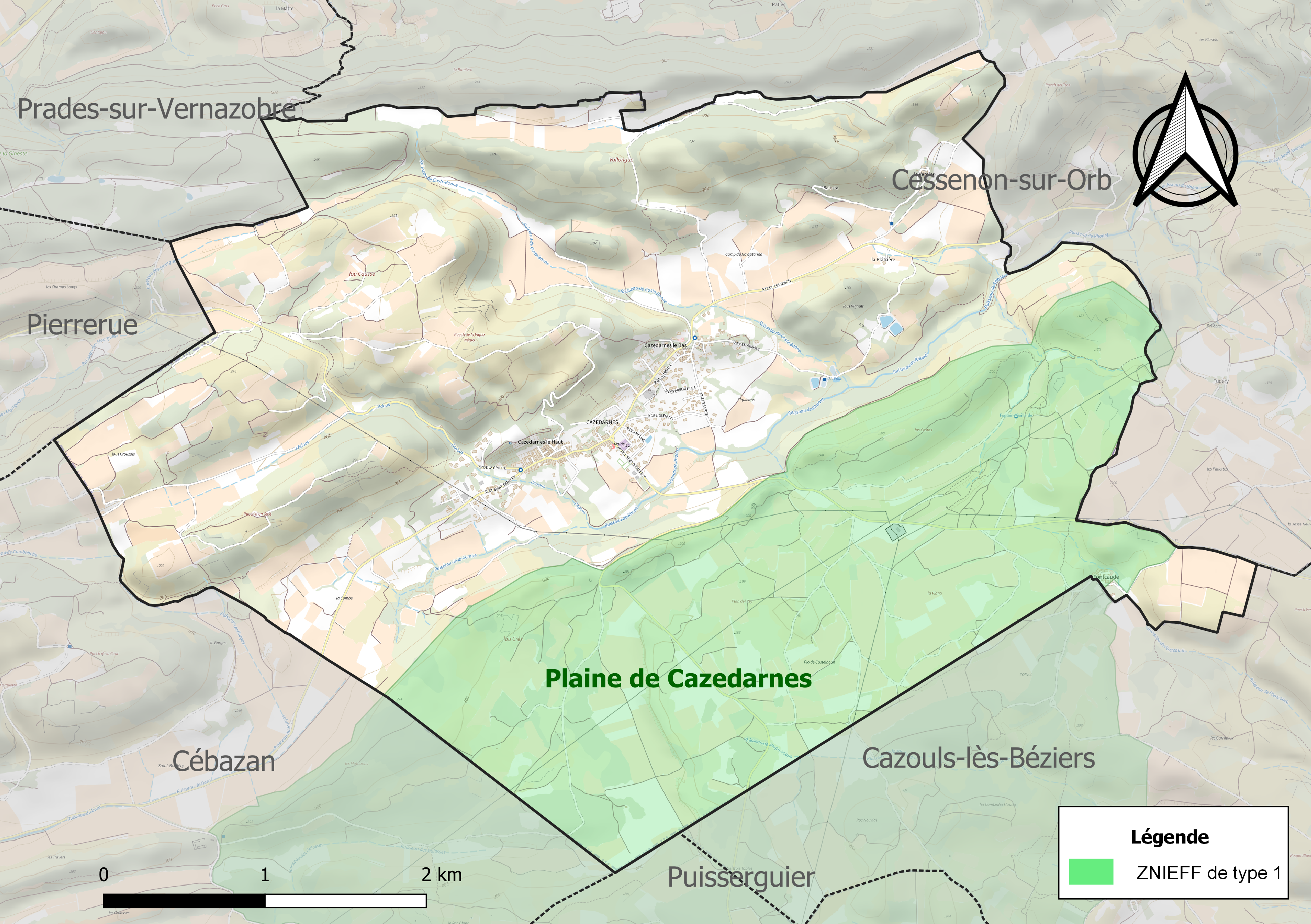
Carte de la ZNIEFF de type 1 sur la commune.
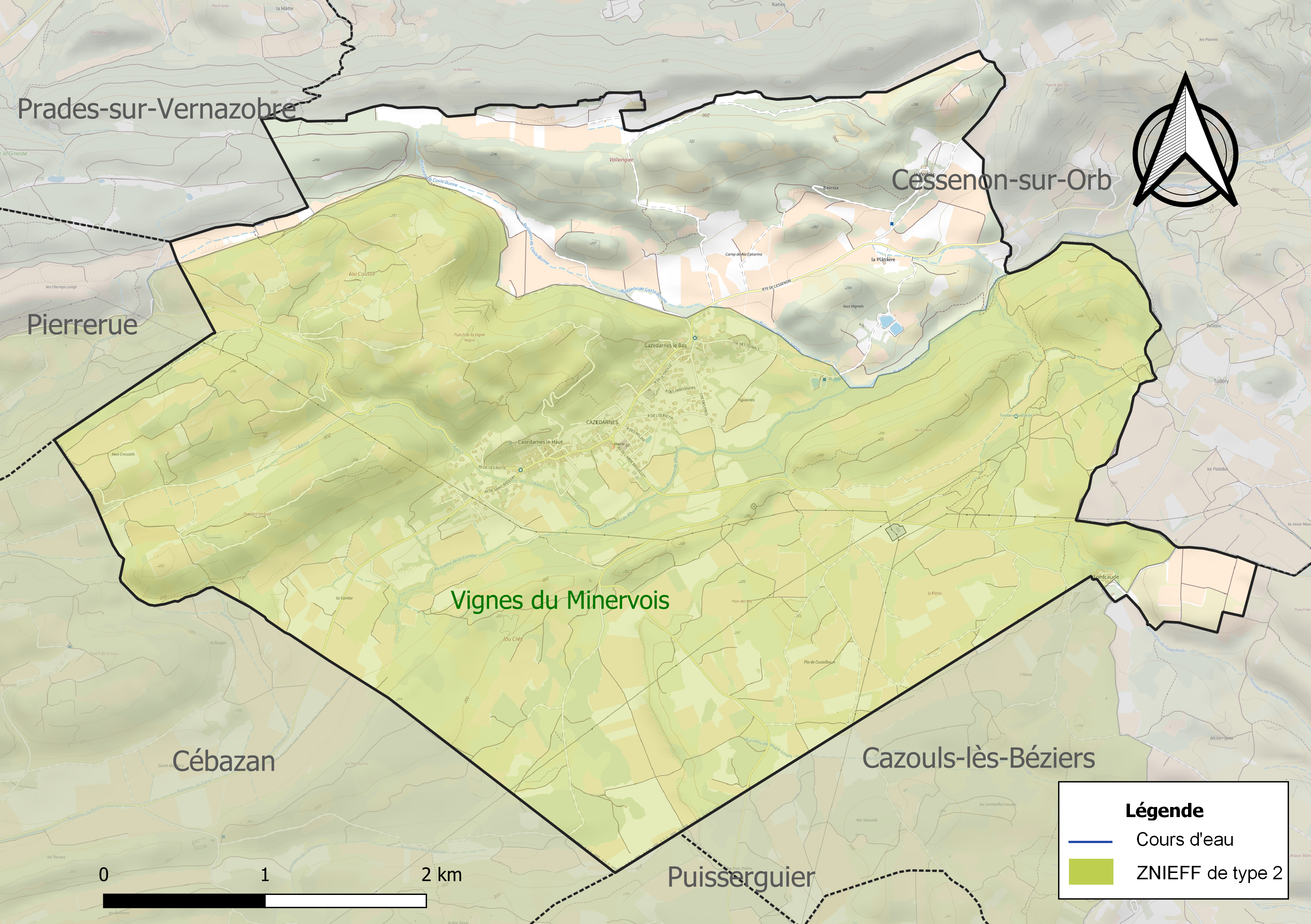
Carte de la ZNIEFF de type 2 sur la commune.

## Urbanisme

### Typologie
Au 1er janvier 2024, Cazedarnes est catégorisée commune rurale à habitat dispersé, selon la nouvelle grille communale de densité à sept niveaux définie par l'Insee en 2022.
Elle est située hors unité urbaine. Par ailleurs la commune fait partie de l'aire d'attraction de Béziers, dont elle est une commune de la couronne,. Cette aire, qui regroupe 53 communes, est catégorisée dans les aires de 50 000 à moins de 200 000 habitants,.

### Occupation des sols
L'occupation des sols de la commune, telle qu'elle ressort de la base de données européenne d’occupation biophysique des sols Corine Land Cover (CLC), est marquée par l'importance des territoires agricoles (54,6 % en 2018), en diminution par rapport à 1990 (59,2 %). La répartition détaillée en 2018 est la suivante : 
cultures permanentes (44,7 %), milieux à végétation arbustive et/ou herbacée (38,9 %), zones agricoles hétérogènes (10 %), zones urbanisées (4,8 %), forêts (1,6 %). L'évolution de l’occupation des sols de la commune et de ses infrastructures peut être observée sur les différentes représentations cartographiques du territoire : la carte de Cassini (XVIIIe siècle), la carte d'état-major (1820-1866) et les cartes ou photos aériennes de l'IGN pour la période actuelle (1950 à aujourd'hui).

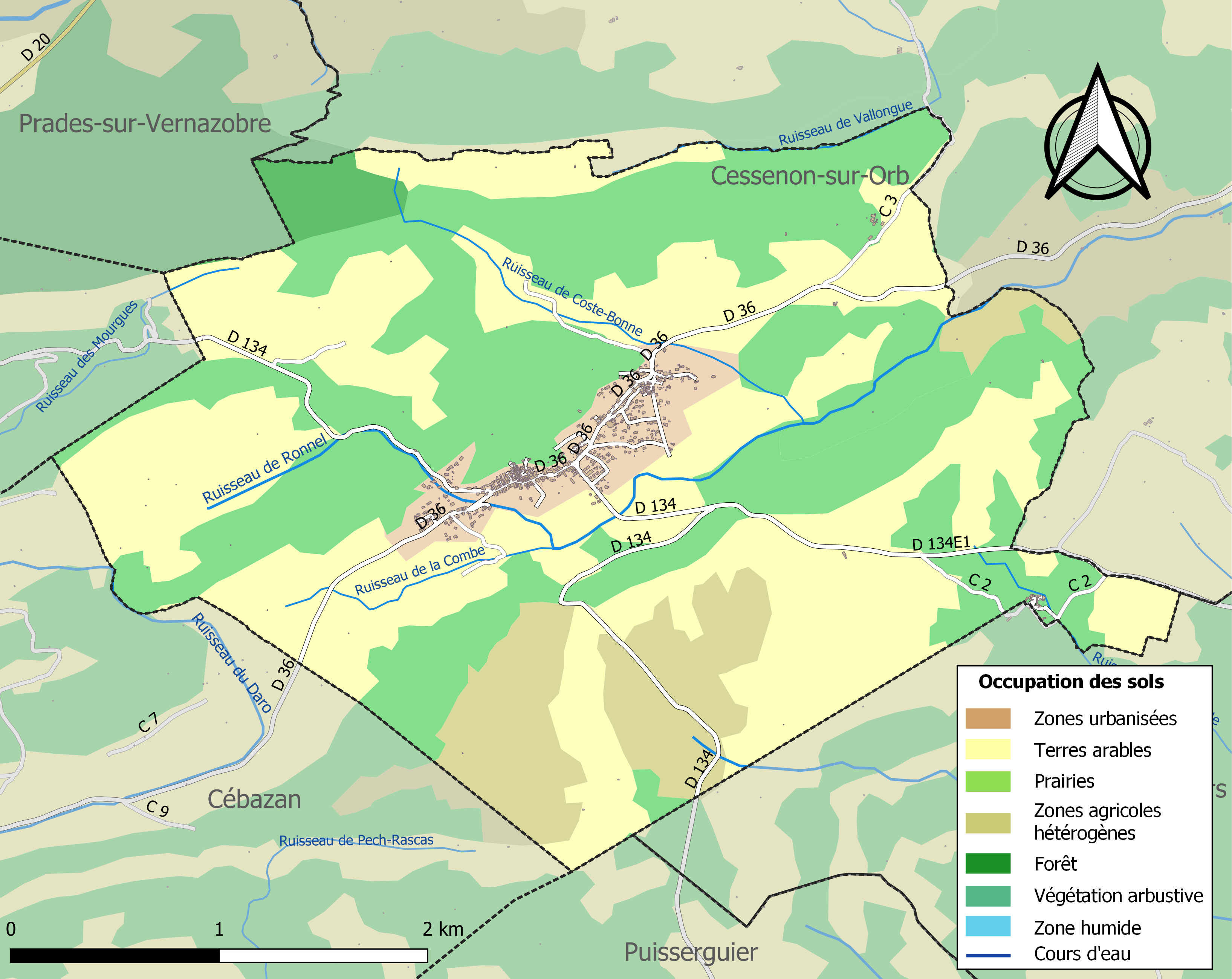
Carte des infrastructures et de l'occupation des sols de la commune en 2018 (CLC).

### Risques majeurs
Le territoire de la commune de Cazedarnes est vulnérable à différents aléas naturels : météorologiques (tempête, orage, neige, grand froid, canicule ou sécheresse), feux de forêts et séisme (sismicité faible). Il est également exposé à un risque particulier : le risque de radon. Un site publié par le BRGM permet d'évaluer simplement et rapidement les risques d'un bien localisé soit par son adresse soit par le numéro de sa parcelle.

#### Risques naturels
Cazedarnes est exposée au risque de feu de forêt. Un plan départemental de protection des forêts contre les incendies (PDPFCI) a été approuvé en juin 2013 et court jusqu'en 2022, où il doit être renouvelé. Les mesures individuelles de prévention contre les incendies sont précisées par deux arrêtés préfectoraux et s’appliquent dans les zones exposées aux incendies de forêt et à moins de 200 mètres de celles-ci. L’arrêté du 25 avril 2002 réglemente l'emploi du feu en interdisant notamment d’apporter du feu, de fumer et de jeter des mégots de cigarette dans les espaces sensibles et sur les voies qui les traversent sous peine de sanctions. L'arrêté du 11 mars 2013 rend le débroussaillement obligatoire, incombant au propriétaire ou ayant droit,.

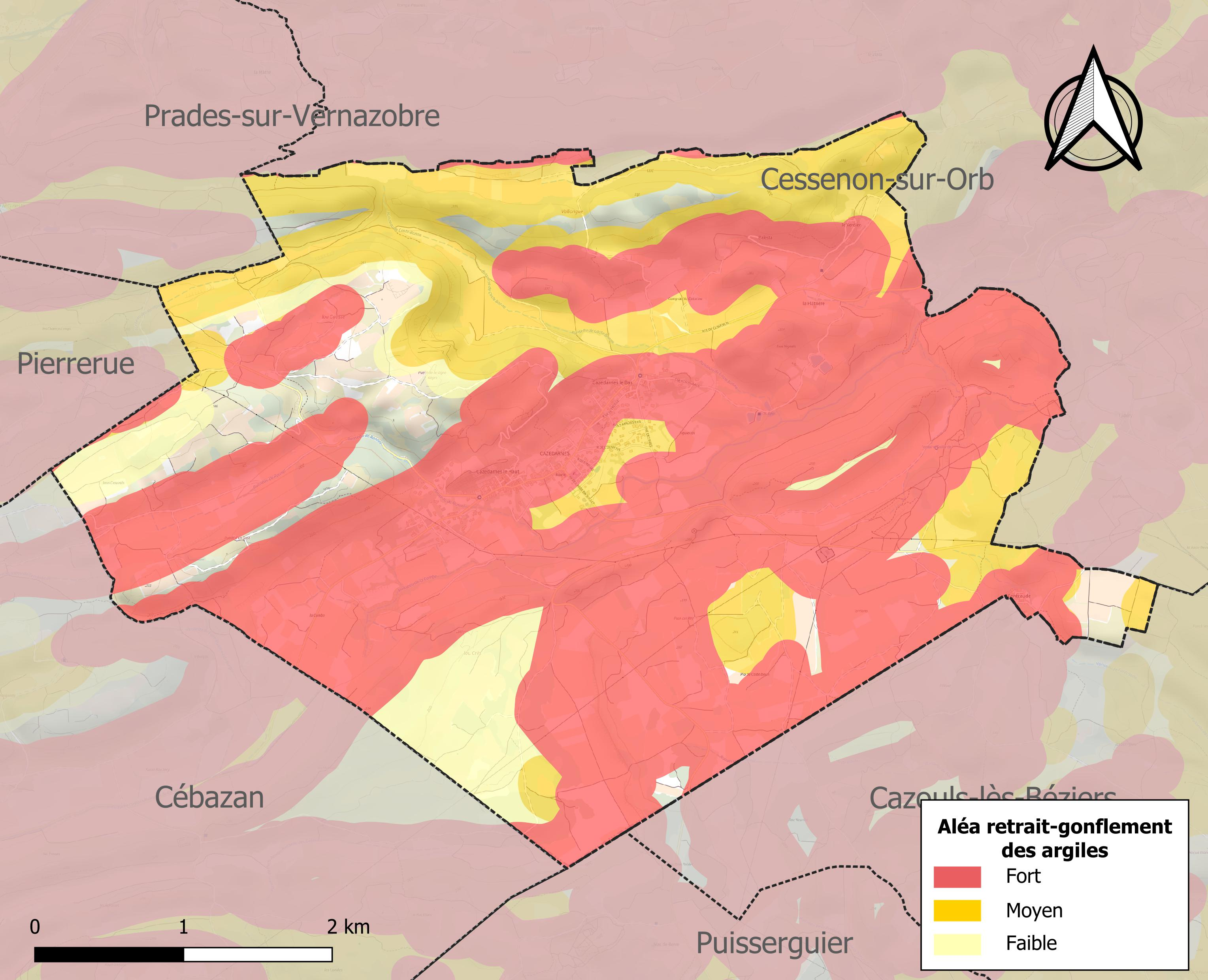
Carte des zones d'aléa retrait-gonflement des sols argileux de Cazedarnes.

Le retrait-gonflement des sols argileux est susceptible d'engendrer des dommages importants aux bâtiments en cas d’alternance de périodes de sécheresse et de pluie. 84,4 % de la superficie communale est en aléa moyen ou fort (59,3 % au niveau départemental et 48,5 % au niveau national). Sur les 315 bâtiments dénombrés sur la commune en 2019, 315 sont en aléa moyen ou fort, soit 100 %, à comparer aux 85 % au niveau départemental et 54 % au niveau national. Une cartographie de l'exposition du territoire national au retrait gonflement des sols argileux est disponible sur le site du BRGM,.
Par ailleurs, afin de mieux appréhender le risque d’affaissement de terrain, l'inventaire national des cavités souterraines permet de localiser celles situées sur la commune.
La commune a été reconnue en état de catastrophe naturelle au titre des dommages causés par les inondations et coulées de boue survenues en 1982, 1987, 1992, 1995, 1996, 2005 et 2019. 

#### Risque particulier
Dans plusieurs parties du territoire national, le radon, accumulé dans certains logements ou autres locaux, peut constituer une source significative d’exposition de la population aux rayonnements ionisants. Certaines communes du département sont concernées par le risque radon à un niveau plus ou moins élevé. Selon la classification de 2018, la commune de Cazedarnes est classée en zone 2, à savoir zone à potentiel radon faible mais sur lesquelles des facteurs géologiques particuliers peuvent faciliter le transfert du radon vers les bâtiments.

## Histoire
Au Xe siècle, Cazedarnes était constitué de deux hameaux distincts : le masage haut et le masage bas, qui dépendaient entièrement de Cessenon-sur-Orb. Cazedarnes ne devient commune qu'en 1850. On y trouvait déjà une église, qui pourrait être l'église primitive de l'actuelle église Saint-Amans. L'intérieur de cette dernière fut entièrement décoré de fresques par Nicolaï GRESCHNY dans les années 1950. Les thèmes sont classiques mais le style artistique de l'auteur va évoluer : d'abord influencé par l'art iconique il s'intégrera ensuite de plus en plus dans les traditions locales. Malheureusement, des problèmes de stabilité ont entrainé sa fermeture au public. À partir de 2020, une campagne de restauration/consolidation a été entreprise à l'initiative de la Mairie en trois phases. Le deuxième phase, permettant la réouverture aux fidèles et au public, est terminée et la réouverture au public programmée pour le 1er semestre 2025.
Abbaye de Prémontrés du XIIe siècle, l'abbaye de Fontcaude est située sur la commune de Cazedarnes. Fondée en 1154, celle-ci avait été incendiée en 1577 lors des guerres de religion puis vendue aux enchères publiques après la Révolution française. Soumise au délabrement durant le XIXe siècle, elle fut redécouverte en 1969.
L'association "Les amis de Fontcaude" a entrepris un long travail (qui fut primé dans le cadre de l'opération "Chefs-d'œuvre en péril") pour la restaurer. Ainsi furent mis au jour l'église Sainte-Marie, le cloître, la fonderie de cloches et le moulin. La municipalité de l'époque, pour sa part, fit installer un éclairage en rapport avec le lieu et exposer dans l'abbaye devenue musée un ouvrage manuscrit retrouvé dans les archives municipales.
Il a été établi que l'abbaye avait été construite sur un terrain donné par un certain Armengaud (nom courant dans le Sud-Ouest) sous condition de pouvoir y être enterré, ce qui fut fait.
Une bretelle des chemins de Saint-Jacques-de-Compostelle passant par l'abbaye, elle y accueille la fraternité jacquaire de Septimanie depuis le 13 mars 1995. Le chapitre solennel de réception des nouveaux membres se tient le 25 juillet pour la fête de Saint-Jacques-le-Majeur. L'abbaye accueille  également des manifestations culturelles telles que Musiques au cœur du vignoble ainsi que des représentations de chants grégoriens.
Un cimetière wisigoth a été retrouvé à proximité.

## Politique et administration

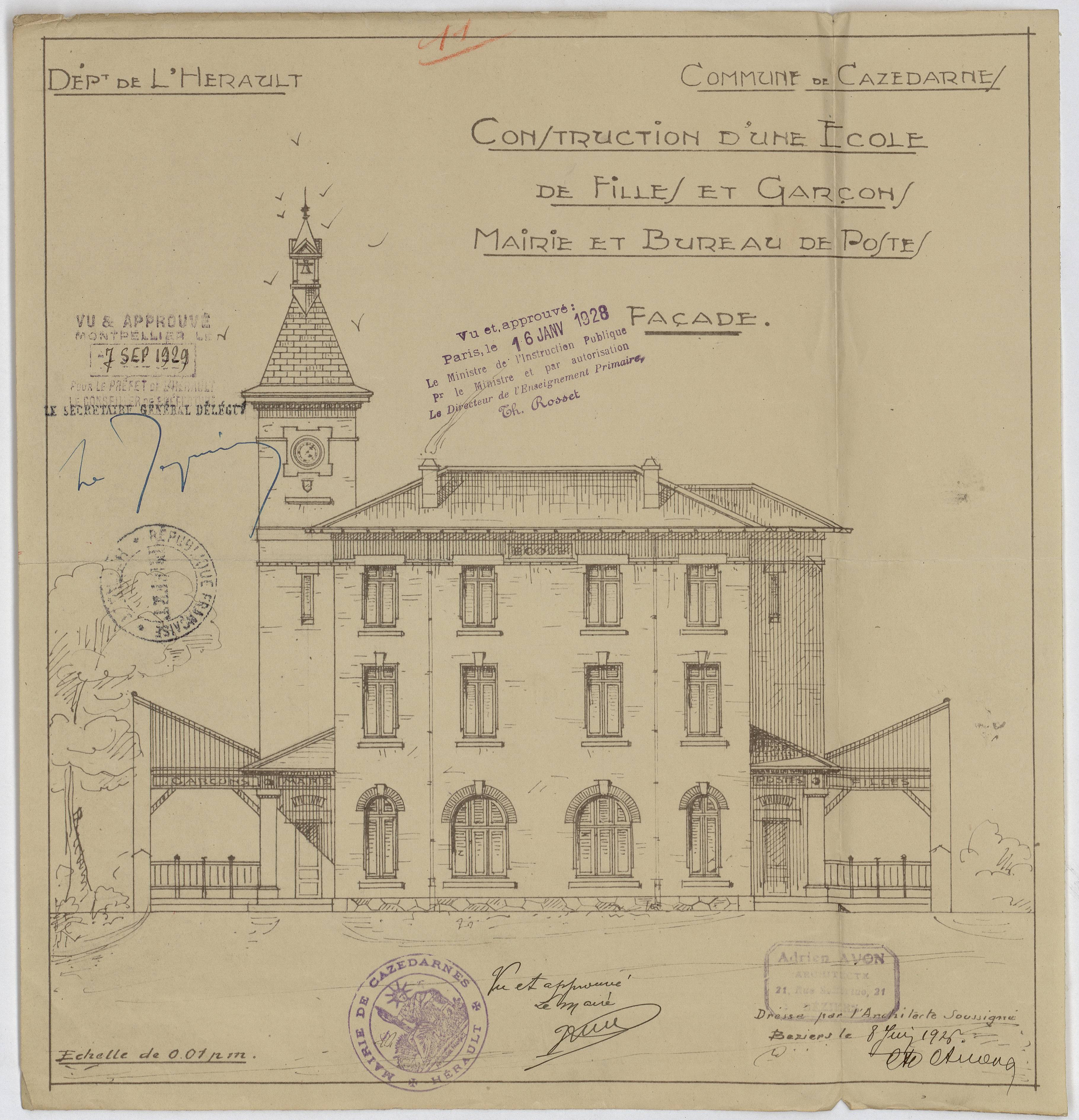
Construction de l’école, de la mairie et du bureau de poste (1926-1929)

| Période   | Période   | Identité         | Étiquette | Qualité                                                                           |
| --------- | --------- | ---------------- | --------- | --------------------------------------------------------------------------------- |
| 1850      | 1855      | Pierre Castel    |           |                                                                                   |
| 1855      | 1866      | Jean Valat       |           |                                                                                   |
| 1866      | 1870      | Joseph Castel    |           |                                                                                   |
| 1870      | 1871      | Pascal Robert    |           | Président de la Commission Municipale                                             |
| 1871      | 1890      | Emmanuel Albes   |           |                                                                                   |
| 1890      | 1896      | Louis Cros       |           |                                                                                   |
| 1896      | 1908      | Gratien Cros     |           |                                                                                   |
| 1908      | 1914      | Firmin Albes     |           |                                                                                   |
| 1914      | 1919      | Joseph Albes     |           |                                                                                   |
| 1919      | 1922      | Joseph Robert    |           |                                                                                   |
| 1922      | 1931      | Jean Roy         |           |                                                                                   |
| 1932      | 1932      | Jean Reysseguier |           | Président de la délégation provisoire                                             |
| 1932      | 1944      | Elie Benezech    |           |                                                                                   |
| 1947      | 1953      | Joseph Grasset   |           | Président du comité de Libération Nationale ; Président de la Délégation Spéciale |
| 1953      | 1965      | Louis Barthes    |           |                                                                                   |
| 1965      | 1971      | Joseph Beray     |           |                                                                                   |
| 1971      | mars 2001 | Alain Guilhaumon |           |                                                                                   |
| mars 2001 | En cours  | Thierry Cazals   | SE        | Fonctionnaire                                                                     |

## Démographie
L'évolution du nombre d'habitants est connue à travers les recensements de la population effectués dans la commune depuis 1851. Pour les communes de moins de 10 000 habitants, une enquête de recensement portant sur toute la population est réalisée tous les cinq ans, les populations de référence des années intermédiaires étant quant à elles estimées par interpolation ou extrapolation. Pour la commune, le premier recensement exhaustif entrant dans le cadre du nouveau dispositif a été réalisé en 2004.

En 2022, la commune comptait 640 habitants, en évolution de +7,2 % par rapport à 2016 (Hérault : +7,49 %, France hors Mayotte : +2,11 %).
| 1851 | 1856 | 1861 | 1866 | 1872 | 1876 | 1881 | 1886 | 1891 |
| ---- | ---- | ---- | ---- | ---- | ---- | ---- | ---- | ---- |
| 350  | 365  | 362  | 392  | 379  | 451  | 468  | 479  | 502  |

| 1896 | 1901 | 1906 | 1911 | 1921 | 1926 | 1931 | 1936 | 1946 |
| ---- | ---- | ---- | ---- | ---- | ---- | ---- | ---- | ---- |
| 480  | 533  | 523  | 502  | 440  | 475  | 470  | 457  | 387  |

| 1954 | 1962 | 1968 | 1975 | 1982 | 1990 | 1999 | 2004 | 2006 |
| ---- | ---- | ---- | ---- | ---- | ---- | ---- | ---- | ---- |
| 386  | 389  | 353  | 284  | 300  | 329  | 394  | 433  | 452  |

| 2009 | 2014 | 2019 | 2022 | - | - | - | - | - |
| ---- | ---- | ---- | ---- | - | - | - | - | - |
| 524  | 593  | 608  | 640  | - | - | - | - | - |

## Économie

### Revenus
En 2018, la commune compte 235 ménages fiscaux, regroupant 579 personnes. La médiane du revenu disponible par unité de consommation est de 20 430 € (20 330 € dans le département).

### Emploi
|                | 2008   | 2013   | 2018   |
| -------------- | ------ | ------ | ------ |
| Commune        | 8,9 %  | 10 %   | 10,7 % |
| Département    | 10,1 % | 11,9 % | 12 %   |
| France entière | 8,3 %  | 10 %   | 10 %   |

En 2018, la population âgée de 15 à 64 ans s'élève à 373 personnes, parmi lesquelles on compte 76 % d'actifs (65,3 % ayant un emploi et 10,7 % de chômeurs) et 24 % d'inactifs,. Depuis 2008, le taux de chômage communal (au sens du recensement) des 15-64 ans est inférieur à celui du département, mais supérieur à celui de la France.
La commune fait partie de la couronne de l'aire d'attraction de Béziers, du fait qu'au moins 15 % des actifs travaillent dans le pôle,. Elle compte 61 emplois en 2018, contre 49 en 2013 et 49 en 2008. Le nombre d'actifs ayant un emploi résidant dans la commune est de 247, soit un indicateur de concentration d'emploi de 24,6 % et un taux d'activité parmi les 15 ans ou plus de 59,5 %.
Sur ces 247 actifs de 15 ans ou plus ayant un emploi, 45 travaillent dans la commune, soit 18 % des habitants. Pour se rendre au travail, 90,4 % des habitants utilisent un véhicule personnel ou de fonction à quatre roues, 2,8 % les transports en commun, 3,6 % s'y rendent en deux-roues, à vélo ou à pied et 3,2 % n'ont pas besoin de transport (travail au domicile).

### Activités hors agriculture
40 établissements sont implantés  à Cazedarnes au 31 décembre 2019. Le tableau ci-dessous en détaille le nombre par secteur d'activité et compare les ratios avec ceux du département,.
| Secteur d'activité                                                                                        | Commune | Commune | Département |
| Secteur d'activité                                                                                        | Nombre  | %       | %           |
| --- | ------- | ------- | ----------- |
| Ensemble                                                                                                  | 40      |         |             |
| Industrie manufacturière, industries extractives et autres                                                | 4       | 10 %    | (6,7 %)     |
| Construction                                                                                              | 11      | 27,5 %  | (14,1 %)    |
| Commerce de gros et de détail, transports, hébergement et restauration                                    | 9       | 22,5 %  | (28 %)      |
| Activités immobilières                                                                                    | 3       | 7,5 %   | (5,3 %)     |
| Activités spécialisées, scientifiques et techniques et activités de services administratifs et de soutien | 8       | 20 %    | (17,1 %)    |
| Administration publique, enseignement, santé humaine et action sociale                                    | 1       | 2,5 %   | (14,2 %)    |
| Autres activités de services                                                                              | 4       | 10 %    | (8,1 %)     |

Le secteur de la construction est prépondérant sur la commune puisqu'il représente 27,5 % du nombre total d'établissements de la commune (11 sur les 40 entreprises implantées  à Cazedarnes), contre 14,1 % au niveau départemental.

### Agriculture
La commune est dans le « Soubergues », une petite région agricole occupant le nord-est du département de l'Hérault. En 2020, l'orientation technico-économique de l'agriculture  sur la commune est la viticulture.
|               | 1988 | 2000 | 2010 | 2020 |
| ------------- | ---- | ---- | ---- | ---- |
| Exploitations | 67   | 48   | 35   | 31   |
| SAU (ha)      | 488  | 462  | 393  | 316  |

Le nombre d'exploitations agricoles en activité et ayant leur siège dans la commune est passé de 67 lors du recensement agricole de 1988  à 48 en 2000 puis à 35 en 2010 et enfin à 31 en 2020, soit une baisse de 54 % en 32 ans. Le même mouvement est observé à l'échelle du département qui a perdu pendant cette période 67 % de ses exploitations,. La surface agricole utilisée sur la commune a également diminué, passant de 488 ha en 1988 à 316 ha en 2020. Parallèlement la surface agricole utilisée moyenne par exploitation a augmenté, passant de 7 à 10 ha.

## Culture locale et patrimoine

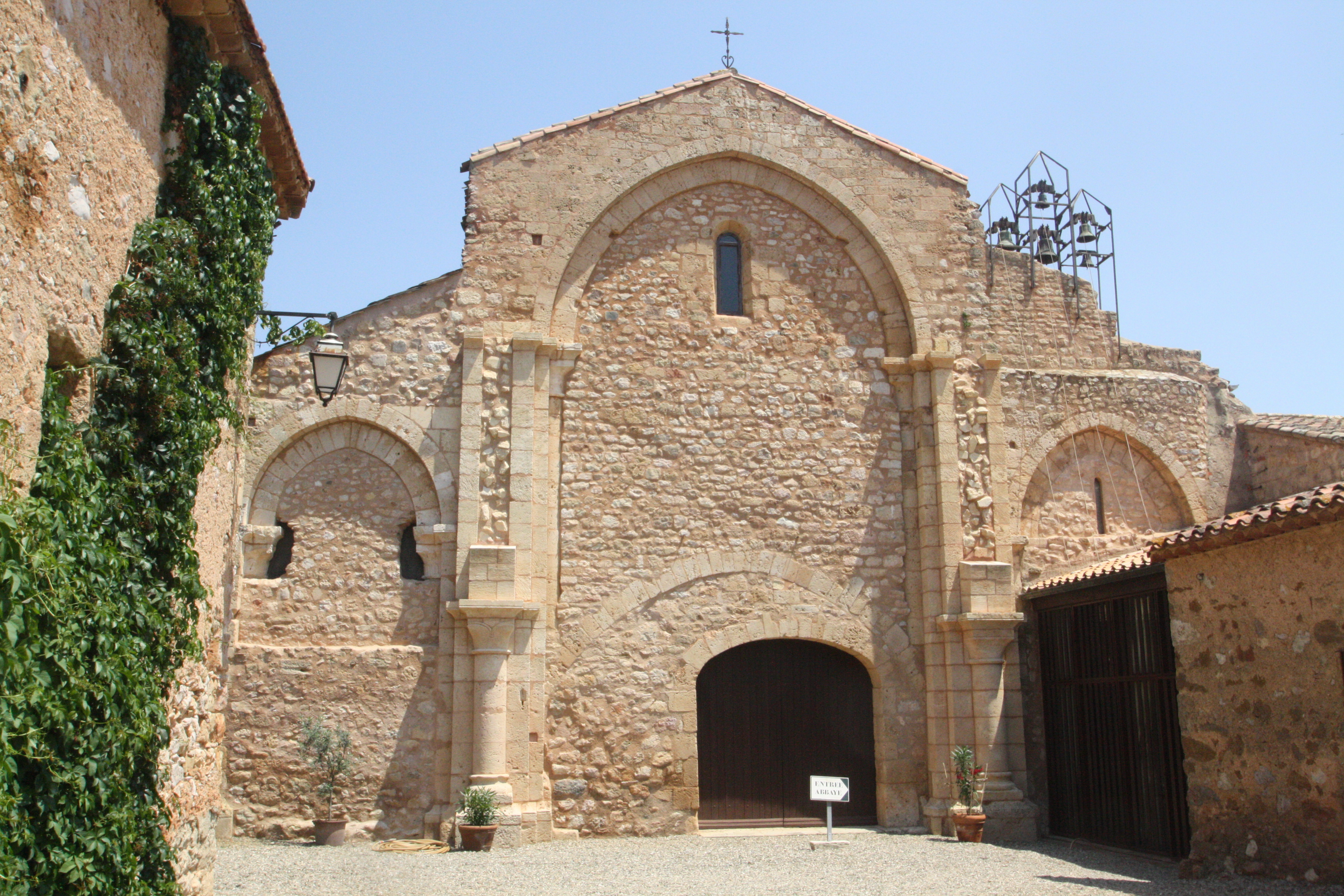
L'entrée de l'Abbatiale Sainte-Marie

### Lieux et monuments
- Église Saint-Amand de Cazedarnes. L'église romane primitive sert de transept à l'église actuelle qui est moderne ; petit autel roman (stèle romaine de "Flavia Quinta" trouvée dans le massif de l'autel) et autel moderne (1955) de Pierre Nocca. L'église de Cazedarnes contient également différentes fresques (1950) de Nicolas Greschny (1912-1985). Elles illustrent la vie de saint Roch mais aussi des thèmes classiques de l'iconographie religieuse (notamment dans son inspiration orthodoxe) : Christ de l'Apocalypse, Passion, Mort de Joseph, Descente aux enfers, Couronnement de la Vierge, etc… L'édifice a été inscrit au titre des monuments historiques en 2012[28].
- Abbatiale Sainte-Marie de Fontcaude, de l'ordre des Prémontrés de Fontcaude.
- Oppidum romain aux Vignals.
- Plusieurs villas romaines.
- Tombes wisigothiques aux Vignals, Cazedarnes-le-Bas.
- Les tombes des enfants du village morts pendant la Grande guerre et le monument aux morts qui leur était consacré étaient entourés d'une lourde chaîne métallique. Cette chaîne arrivant en fin de vie a été malheureusement remplacée par une chaîne de travaux publics en matière plastique blanche et verte.

### Personnalités liées à la commune
- Clardeluna (1898-1972), nom de plume de Jeanne Barthès, poètesse, et  auteure de pi̠èces de théâtre.
- Nicolas Greschny (1912-1985) a décoré l'église du village.

### Héraldique
| Armes de Cazedarnes | Les armes de Cazedarnes se blasonnent ainsi : tiercé en pairle, au premier d'azur au soleil non figuré d'or, au deuxième d'or à un cep de vigne feuillé et fruité de gueules soutenu d'une terrasse d'argent craquelée de sable, au troisième de gueules à une jumelle ondée abaissée d'argent, une crosse épiscopale d'or brochant sur le tout |